# Música de Corea del Sur
La música de Corea del Sur ha evolucionado a lo largo de las décadas desde el final de la Guerra de Corea y tiene sus raíces en la música del pueblo coreano, que ha habitado la península de Corea durante más de un milenio. La música surcoreana contemporánea se puede dividir en tres categorías principales diferentes: música folclórica tradicional coreana, música popular o K-POP y música no popular de influencia occidental.

## Música tradicional
La música tradicional coreana también se conoce como Kugak (en coreano, música nacional). La primera evidencia de la música coreana apareció en el texto existente de Samguk Sagi en 1145, que describía dos instrumentos parecidos a cuerdas; Kayagum y Komun'go. La música tradicional coreana alcanzó alturas de excelencia bajo los reyes Lee de la dinastía Joseon entre 1392-1897. Durante la dinastía Joseon, se observó una jerarquía social con el Rey y Yangban (funcionarios del gobierno, generales y la élite) en la parte superior y Sangmin (comerciantes, artesanos) y esclavos en la parte inferior. Había dos formas de música: Jeongak (música ortodoxa) y Minsokak (música popular). Jeongak era la categoría musical que escuchaba el Yangban para divertirse y se tocaba durante los rituales estatales como banquetes, procesiones militares, etc. Jeongak fue considerado como música aristocrática. Sin embargo, Minsokak o Nongak (música de granjero) dominaba entre la gente común. Los diferentes tipos de música popular fueron: Pansori, Pungmul (Samul) Nori y Minyo (canción popular). Pansori se volvió definitivo en el siglo XVII y ganó respeto con el tiempo. Ahora se considera como la música tradicional ideal en la Corea del Sur contemporánea. Pansori requiere un cantante solista y un percusionista. Este tipo de música contiene lenguaje corporal, emociones y sonidos observados en la naturaleza. Pungmul Nori es la música de percusión tradicional coreana con el sonido de la batería destacando. En cuanto a Minyo, fue disfrutado por los plebeyos mientras que Nongak se jugó durante los festivales agrarios. Las canciones populares no eran específicas; como en, las características variaron entre las diferentes regiones. La canción popular más famosa de Corea del Sur (y del Norte) es Arirang. La popularidad de esta canción se disparó después de que se cantara en solitario en la proyección de una película nacionalista muda producida por Na Un’gyu en 1926. Hay varias variaciones regionales de esta canción.
Sin embargo, la dinastía Joseon llegó a su fin después de que el ejército japonés ganara contra China (1894-1895) y Rusia (1904-1905) y finalmente se apoderara de la península de Corea. Japón luego controló las principales palancas de la política, la economía y la cultura en Corea. Durante este período, los japoneses no impusieron el gagaku (la música japonesa de la música de la corte con influencia china), sino que impusieron la música artística europea. La educación musical occidental pronto se convirtió en parte del plan de estudios educativo coreano para la élite e incluyó canto coral y tocar instrumentos. Por tanto, las élites japonesas y coreanas abrazaron la música occidental; descuidando así a Kugak. Sin embargo, para no extinguirse, Kugak adaptó el estilo de música occidental. En la década de 1900, Pansori dio lugar a un nuevo género influenciado por la música occidental llamado Ch'angga (canción coral) que dio paso a los teatros musicales y la ópera. Dado que la música occidental no era accesible para la gente común, surgieron dos grupos culturales diferentes; una en la que la élite escuchaba la música occidental impuesta por el gobierno y, en cuanto a los plebeyos, la música tradicional. Esto condujo a una nueva generación, a menudo denominada "modernizada", que estaba acostumbrada a escuchar música occidental.

## Música de influencia occidental
La música coreana de influencia occidental también se conoce a veces como música popular y se ve a principios del siglo XX. La influencia occidental en la música surcoreana dio lugar a nuevos géneros; algunos de los cuales son Ch'angga, Kagok y Yuhaengga.
Ch'angga surgió de Pansori pero se hizo cada vez más popular a principios del siglo XX por su fusión de himnos europeos, himnos estadounidenses, melodías populares occidentales y música coral japonesa. Aunque tenía melodías occidentales, la letra estaba en coreano. El ejemplo más conocido de ch'angga es la canción My Darling Clementine.
Kagok es música vocal occidental cantada por un artista solista en lugar de un conjunto.
Yuhaengga (canciones populares) se convirtió en parte de la vida cotidiana en las zonas urbanas de Corea a mediados de la década de 1920, así como en un elemento crucial del término moderno.

## Música popular coreana

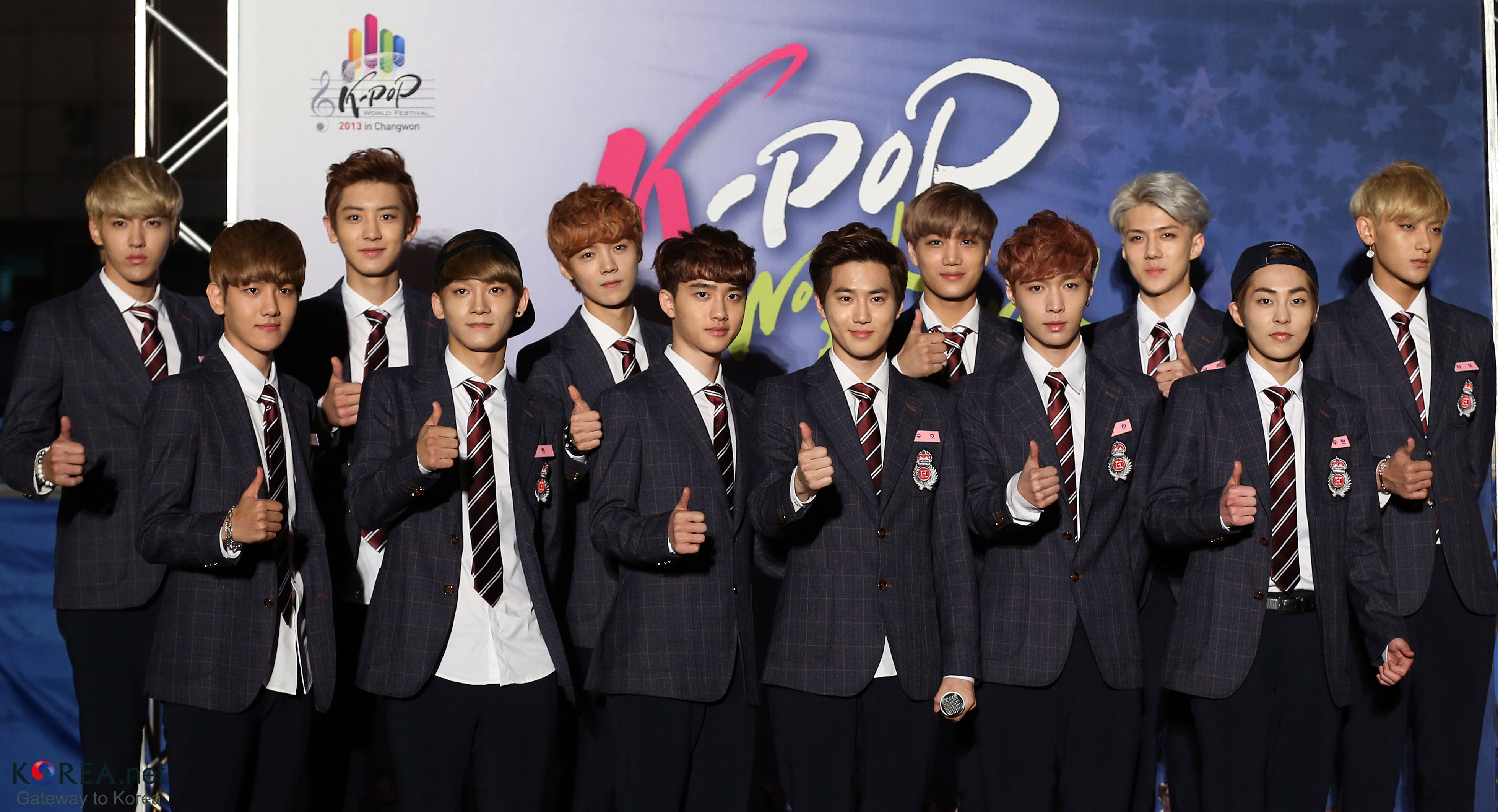
Al fondo de izquierda a derecha: Kris, Chanyeol, Luhan, Kai, Sehun, Tao. Delante, de izquierda a derecha: Baekhyun, Chen, D.O, Suho, Lay, Xiumin --- 2013 K-POP World Festival en Changwon el 20 de octubre de 2013.

La música popular coreana, generalmente conocida como K-pop en inglés o gayo (가요) en coreano, es una industria altamente comercial en toda Asia. El K-pop contemporáneo está dominado por grupos de baile con jóvenes artistas con los últimos estilos y habilidades de baile. La música coreana contemporánea y las estrellas del pop son muy populares en Asia, y la difusión de la cultura coreana contemporánea designó una palabra para reflejar este hecho. La Ola coreana, o Hallyu (한류), es la palabra utilizada para discutir la influencia de la cultura popular coreana contemporánea en el resto de Asia y el resto del mundo.
La tendencia dominante en la música popular coreana son los grupos de idol (아이돌). Los grupos de ídolos suelen contar con varios artistas del mismo género que interpretan una fusión de música dance, rhythm and blues, funk, hip-hop y canciones con influencias electrónicas.

### Géneros

#### Trot
El trot (en coreano: 트로트) es la forma más antigua de música pop coreana. Fue desarrollado en los años previos y durante la Segunda Guerra Mundial alrededor del siglo XX. Los intérpretes conocidos de este género son Lee Mi-ja, Bae Ho, Nam Jin, Na Hoon-a y Joo Hyun-mi. Músicos de rock como Cho Yong-pil también interpretaron este tipo de música. En la Corea del Sur contemporánea, ha disfrutado de un renacimiento de la mano de Jang Yoon Jeong, quien grabó las populares canciones de trote Jjanjjara (en coreano: 짠짜라) y Eomeona (en coreano: 어머나).

#### Rock
Se dice que la música rock se extendió a Corea desde las bases del Octavo Ejército de los Estados Unidos después de la Guerra de Corea. Shin Jung-hyeon, conocido con frecuencia como el padrino del rock coreano, comenzó a tocar versiones de rock populares para militares estadounidenses en la década de 1950, siendo especialmente conocido por su versión de In-A-Gadda-Da-Vida de Iron Butterfly. Shin desarrolló su propio estilo de rock psicodélico en los años 60 y 70 y grabó álbumes con varias bandas, como Add 4, The Men y Yup Juns, y escribió canciones y tocó en álbumes para cantantes conocidos, como Kim Chu Ja y Jang Hyun, y cantantes menos conocidos, como Kim Jung Mi. Después de rechazar una orden del entonces presidente Park Chung-hee de escribir una canción alabando al presidente, Park prohibió la música de Shin y finalmente lo encarceló por posesión de marihuana. El encarcelamiento de Shin ralentizó la producción de rock coreano, pero otros artistas, sobre todo Sanulrim, surgieron a finales de los 70, antes de que la música dance llegara a dominar la música popular coreana en los 80.
En la década de 1980, los gustos musicales populares se habían alejado de la música rock. La escena estuvo dominada por heavy metal, en particular Boohwal, Baekdoosan y Sinawe.
La música rock revivió a principios de los 90 con la democratización tras la presidencia de Roh Tae-woo. A medida que la información fluía más libremente hacia el país, los jóvenes coreanos estuvieron expuestos a décadas de música popular extranjera en un corto período de tiempo, y algunos comenzaron a formar bandas. Dos de las primeras bandas fueron Crying Nut y No Brain, que introdujeron al país en una variedad de nuevos géneros en una mezcla localizada llamada Chosun Punk, encabezada por el sello independiente Drug Records, que también administraba Club Drug. Con una mayor globalización y acceso a Internet, la escena musical se diversificó e incorporó más estilos de música. Los años 90 vieron el aumento de la diversidad en las influencias musicales, como bandas más jóvenes como Rux surgieron y The Geeks introdujo a Corea al straight edge hardcore punk.

#### Folk
La guitarra T'ong es una forma de música folk y rock folk coreana desarrollada a principios de los años sesenta y setenta. Fue fuertemente influenciado por la música folclórica estadounidense, y los artistas del género fueron considerados versiones coreanas de cantantes folklóricas estadounidenses, como Joan Báez y Bob Dylan.
Los primeros músicos populares coreanos notables incluyen al estadounidense Hahn Dae-soo y Kim Min-ki. Hahn y Kim grabaron canciones populares con conciencia social y política, y el gobierno autocrático de Park Chung-hee censuró y prohibió la música de ambos artistas, al igual que el guitarrista de rock psicodélico Shin Jung-hyeon tuvo sus canciones censuradas y prohibidas. Sin embargo, a pesar de los esfuerzos del gobierno para censurar la música política, las canciones populares populares se empezaron a utilizar cada vez más como gritos de guerra por el cambio social en Corea, lo que llevó al término norae undong (en coreano: 노래 운동), o literalmente, "movimiento de canciones", a describir canciones dirigidas al cambio social. Mientras Corea del Sur estaba en transición a la democracia en 1987, el fallecido músico popular Kim Kwang-Seok se destacó por ser políticamente activo y sus canciones fueron populares en los mítines democráticos.

#### Hip hop
En Corea del Sur, el hip hop se expandió hasta convertirse en un fenómeno cultural en Seúl, Busan y Daegu. El movimiento ha ido creciendo desde mediados de los años 90, especialmente después del éxito del gran éxito de Seo Taiji y Boys, Nan arayo (en coreano: 난 알아요), que ha estado ganando atención internacionalmente, ya que los coreanos han ganado varios campeonatos alrededor del mundo desde principios de la década de 2000. En 2004, Rain lanzó su álbum It's Raining, convirtiéndolo en una de las primeras estrellas internacionales fuera de Corea del Sur. Aparte del hip hop mainstream dance pop, también hay una escena de hip hop underground que se ha desarrollado en toda Corea del Sur. Las revistas web en línea han contribuido a difundir la cultura en la principal corriente coreana.

#### Balada
Influenciadas por melodías occidentales y la balada sentimental, las canciones de estilo balada se introdujeron inicialmente en el mercado principal en la década de 1960. El estilo de música de balada coreana ganó popularidad en la década de 1980 para convertirse en un género básico en la música coreana moderna. Su estilo de canción está destinado a capturar los sentimientos de amor, amor no correspondido o desamor. Muchas bandas sonoras oficiales de dramas coreanos populares contienen baladas lentas y dramáticas que se reproducen siempre que ocurren puntos importantes de la trama. Los baladistas están detrás de los temas principales de muchos dramas como Sonata de invierno, Guardian: The Lonely and Great God y My Girlfriend Is a Nine-Tailed Fox.

#### Híbrido
El género musical cambió principalmente de la balada a los estilos de música occidental, incluidos el rap, el reggae, el R&B y el hip hop a principios del siglo XXI. La música K-pop ha experimentado el proceso de hibridación ya que fue influenciada por los géneros musicales occidentales globalizados. El término hibridación se refiere a que las culturas locales crean combinaciones únicas ya que incorporan influencias extranjeras y globalizadoras. Aparte de los géneros musicales híbridos de K-pop, la mezcla del inglés en las letras de K-pop es otro cambio importante en la cultura de la música K-pop contemporánea. Según Jin y Ryoo, el K-pop ha incorporado diversos aportes estilísticos del extranjero que se han relacionado con el auge del K-pop híbrido a través de una mezcla coreano-inglés en las letras. En lugar de proporcionar hermosas melodías, los ídolos del K-pop también intentan maximizar la línea de la melodía con letras fáciles en inglés. Las compañías de entretenimiento coreanas han desarrollado la mezcla del idioma inglés en letras porque es más fácil para los extranjeros recordar la canción.

## Música popular independiente
La música popular independiente, como el "indie rock" o indie (en coreano: 인디), y el hip hop independiente, están ganando popularidad en Corea, impulsada por un aumento en el número de actos independientes, así como por un aumento en la cobertura de aquellos. actos independientes por blogs. Entre los grupos independientes populares de las décadas de 1990 y 2000 se incluyen Jaurim, Huckleberry Finn, Nell, Mot, Cherry Filter y Third Line Butterfly, así como Busker Busker, entre otros.

## Música clásica
Con la llegada de la cultura occidental a Corea del Sur, la música clásica europea se ha hecho muy popular en la escena musical coreana. El género ha producido una serie de músicos clásicos destacados como Yiruma. La excelente variedad de orquestas sinfónicas coreanas ha sido reforzada por notables intérpretes y solistas, así como por directores de orquesta altamente capacitados. Entre los compositores coreanos de música clásica de fama internacional se encuentran notables como Yi Suin, que se especializa en música para niños y es conocido por la famosa "Canción de mi patria".
Otro de los compositores coreanos destacados a nivel internacional es Young-ja Lee. Nació en 1931 en Wonju y estudió en el Conservatorio de París y el Real Conservatorio de Bruselas. Continuó su educación en la Escuela de Música de Manhattan. Lee soportó dificultades durante la ocupación japonesa y la Guerra de Corea, pero emergió para convertirse en una de las fuerzas dominantes de la música coreana en el siglo XX.
Hyo-Won Woo nació en 1974 y escribió principalmente música coral cristiana, por ejemplo Gloria, utilizando elementos tanto de la música tradicional coreana como de la música clásica contemporánea.